# Podemos (Brasilien)
Podemos, abgekürzt PODE, Pode, deutsch „Wir können“, ist eine Partei in Brasilien. Die Partei wurde 1995 als Partido Trabalhista Nacional (PTN), deutsch Nationale Arbeiterpartei, gegründet und 2016 in Podemos umbenannt, amtlich durch das Tribunal Superior Eleitoral genehmigt im Mai 2017. Sie gehörte ursprünglich zum linken politischen Spektrum, gilt aber seit dem Eintritt des Assembleias-de-Deus-Geistlichen Marco Feliciano als eine Interessensvertretung der evangelikalen Freikirchen Brasiliens. Feliciano wurde am 9. Dezember 2019 aus der Partei ausgeschlossen.

## Geschichte
Die Partei wird seit ihrer Gründung von Mitgliedern der Familie Abreu geführt, zunächst von Dorival de Abreu (1933–2004), dann von José Masci de Abreu (1944–2022), gefolgt von seiner Tochter Renata Abreu (* 1982). Das Tribunal Superior Eleitoral (TSE) erteilte am 2. Oktober 1997 mit Res.-TSE Nr. 19.984 die Wählbarkeit, die laufende Parteiennummer ist 19.

## Ideologie
Podemos sieht sich selbst als Partei des Zentrums und spricht sich für einen hohen Grad an direkter Bürgerbeteiligung aus. Von 1995 bis etwa 2017 vertrat sie eher die Arbeiterschaft. Heute ist sie eine der Koalitionsparteien für die Regierung Jair Bolsonaros und vertritt evangelikale und wirtschaftsliberale Ideen.

## Mandate
Bei den Wahlen in Brasilien 2018 errang sie acht Senatssitze von 81, 11 Abgeordnetenmandate für die Abgeordnetenkammer von 513 und 22 von 1024 Abgeordnetenmandaten in den einzelstaatlichen Legislativversammlungen. Bei den Gouverneurswahlen konnte sie keinen Bundesstaat für sich gewinnen. Der Senator und ehemalige Gouverneur von Paraná, Álvaro Dias, versuchte als Präsidentschaftskandidat von Podemos seine Partei und sich selbst als wählbare Alternative zwischen der PSDB und der Arbeiterpartei PT zu positionieren.

## Mitgliederentwicklung
| Jahr                 | Zahl    |
| -------------------- | ------- |
| als PTN: 2016, April | 158.777 |
| als PTN: 2017, April | 161.636 |
| als PODE 2018, April | 167.077 |
| als PODE 2019, April | 167.011 |
| als PODE 2020, April | 408.863 |
| als PODE 2022, April | 410.081 |
| als PODE 2023, Dez.  | 796.884 |
| als PODE 2024, Dez.  | 813.688 |